# 반제 (청나라)

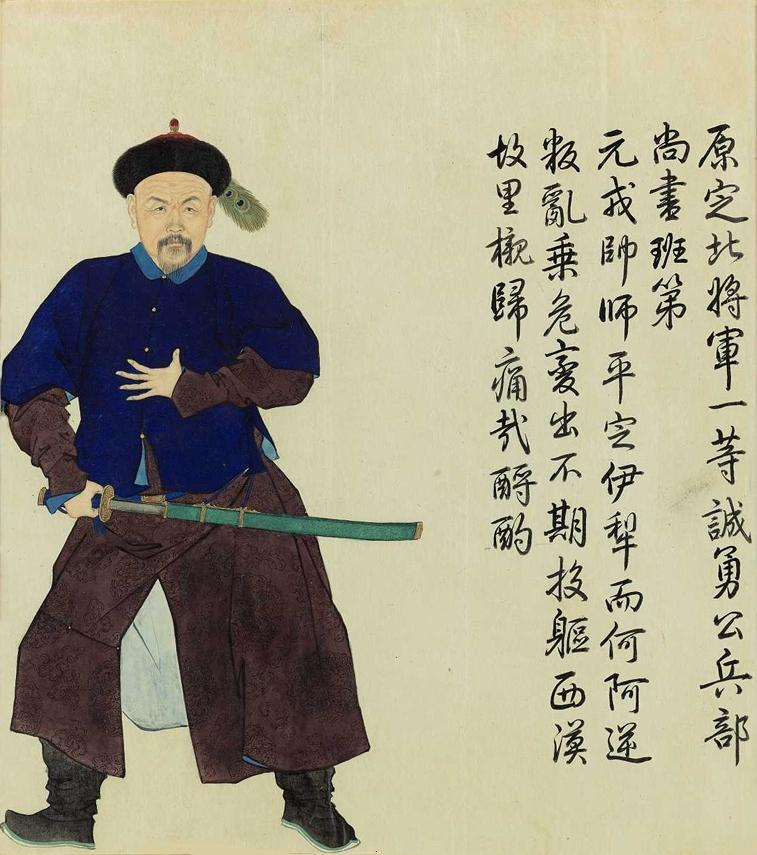
반제

반제(班第) 혹은 보르지기트 반디(ᠪᠣᡵᠵᡳᡤᡳᡨ
ᠪᠠᠨᠳᠢ, 1664년 ~ 1755년)는 청나라의 관료이다.
1690년 고륜순희공주(상녕의 딸)와 혼인하였으나 자녀가 없었다.

## 같이 보기
- 양황기